# Кордон Сеа, Эусебио Родольфо
Эусебио Родольфо Кордон Сеа (исп. Eusebio Rodolfo Cordón Cea, 16 декабря 1899 — 9 января 1966) — сальвадорский политик, исполнявший обязанности президента страны в 1962 году.

## Политическая биография
Хосе Мария Лемус Лопес, избранный президентом в 1956 году на 6-летний срок, был свергнут 26 октября 1960 года, и к власти пришла Правительственная хунта. Она, в свою очередь, была свергнута 25 января 1961 года, и во главе страны встала Военно-гражданская директория.
13 февраля 1961 года пять политических партий образовали совет для выработки временного избирательного закона по выборам в Законодательную Ассамблею. После выборов была создана Конституционная Ассамблея. 25 января 1962 года вступила в силу новая Конституция Сальвадора, а глава Конституционной Ассамблеи Эусебио Родольфо Кордон Сеа стал временным президентом до выборов президента страны.
На выборах президента единственным кандидатом был Хулио Адальберто Ривера Карбальо, которому Эусебио Родольфо Кордон Сеа и передал власть 1 июля.